# Monoscutum titirangiensis
Monoscutum titirangiensis är en spindeldjursart som beskrevs av Forster 1948. Monoscutum titirangiensis ingår i släktet Monoscutum och familjen Monoscutidae. Inga underarter finns listade i Catalogue of Life.